# Peter van Agtmaal
Peter van Agtmaal (Huijbergen, 25 januari 1982) is een voormalig Nederlands wielrenner. In het verleden reed hij voor onder meer Cycling Team Bert Story-Piels, AXA Cycling Team en P3 Transfer-Fondas Team. 
In 2000 werd Van Agtmaal Nederlands kampioen tijdrijden bij de junioren. In 2002 werd hij professioneel wielrenner, maar wist nooit echt door te breken. Hij won 4 criteriums en enkele etappes en wedstrijden in Afrika en Indonesië. In 2002 won hij de Omloop van het Waasland.

## Overwinningen
2000
- Nederlands kampioen tijdrijden, Junioren
- Nederlands kampioen achtervolging baan, Junioren

2001
- Omloop van de Alblasserwaard

2002
- Memorial Philippe Van Coningsloo
- Omloop van het Waasland

2003
- 5e etappe Ronde van Burkina Faso
- 9e etappe Ronde van Burkina Faso

2004
- PWZ Zuidenveld Tour
- 1e etappe Ronde van Senegal

2005
- 4e etappe Ronde van Indonesië
- 5e etappe Ronde van Indonesië
- 7e etappe Ronde van Indonesië

2006
- 3e etappe Ronde van Gironde
- 13e in OZ Wielerweekend

2007
- 1e etappe GP Chantal Biya
- Eindklassement GP Chantal Biya

2008
- 2e etappe Ronde van Roemenië

2009
- Ronde van Zuid-Friesland
- 1e etappe GP Chantal Biya
- 3e etappe GP Chantal Biya

2010
- Nederlands kampioen op de weg, Elite z.c.
- Criterium van Oudenbosch
- Kermiskoers van Kemzeke
- 1e etappe Ronde van Burkina Faso